# Ehrennadel des Landesfeuerwehrverbandes Rheinland-Pfalz
Die Ehrennadel wird vom Präsidenten des Landesfeuerwehrverband Rheinland-Pfalz e.V. in Bronze, Silber und Gold verliehen. Die Stiftung der Ehrennadel erfolgte auf Vorschlag des Präsidenten, dabei wurde die Stufe in Gold 2003 mit der Stufe Silber ergänzt. Im Jahr 2014 wurde nach einem Beschluss der Delegiertenversammlung die Ehrennadel mit der Stufe Bronze erweitert.

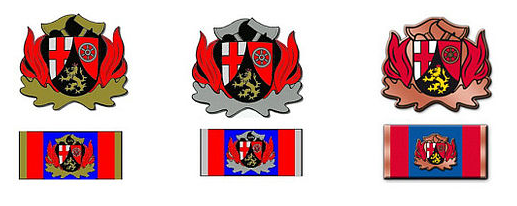
Graphische Darstellung der Ehrennadel

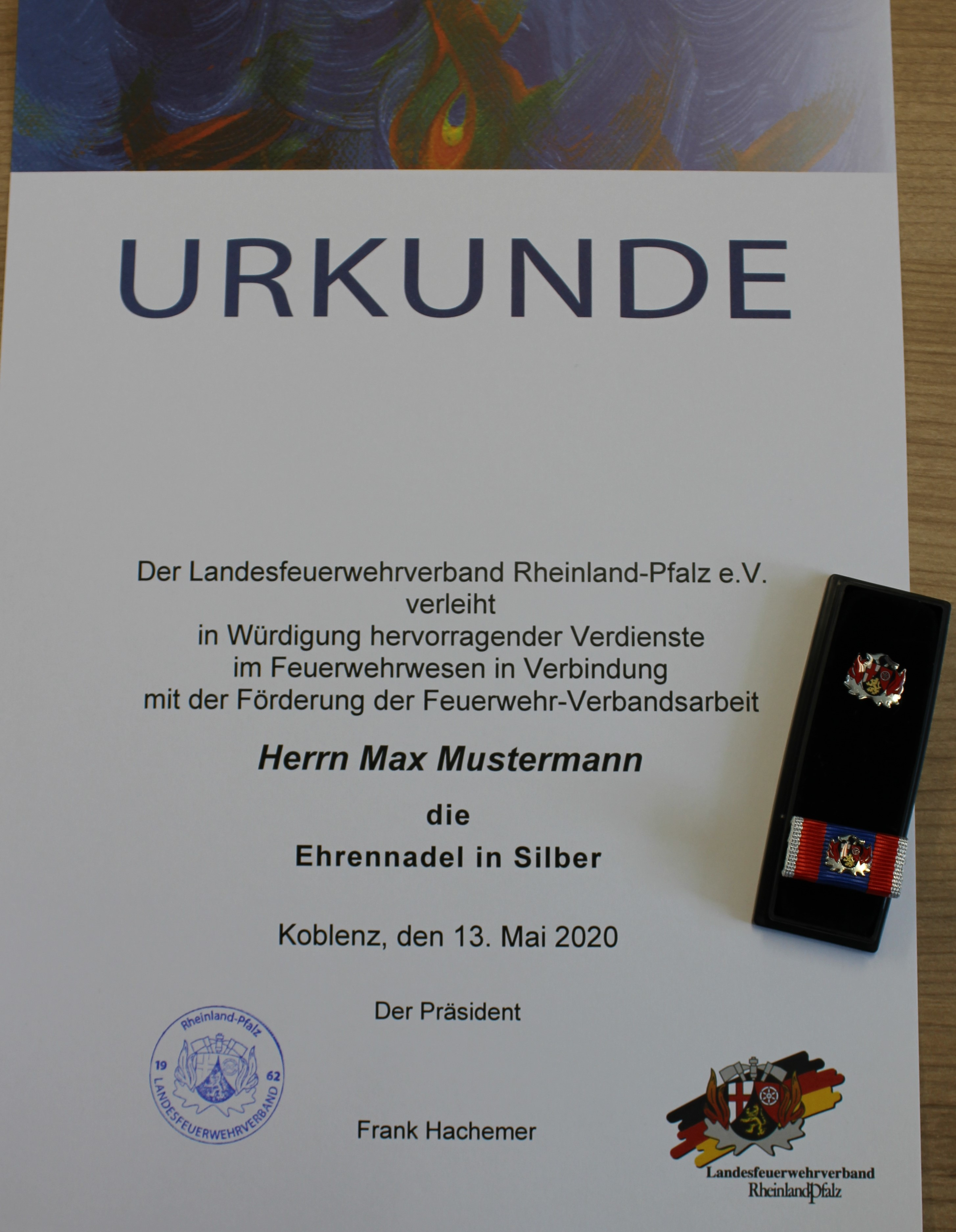
Silberne Ehrennadel hier mit Urkunde und Original-Etui, seit 2003

## Gestaltung
Die Ehrennadel besteht aus dem Verbandssignet des Landesfeuerwehrverband (LFV) – bestehend aus dem unbekrönten RLP-Landeswappen, flankiert von gelbroten Flammen und überragt von gekreuzten Beilen. Den unteren Abschluss bildet ein spiegelbildlich dargestelltes Eichenlaub. Das Eichenlaub und die Metallteile der Beile sind in der Metallfarbe der jeweiligen Auszeichnung ausgeführt. Die Ehrennadel hat einen Durchmesser von rund 10 mm. Die Bandschnalle trägt mittig die Miniatur der Ehrennadel des LFV mit in der jeweiligen Stufe – Bronze/Silber/Gold, auf rot-blau-roten Band.

## Verleihung
Für die Verleihung des Ehrenzeichens ist die Vergabezahl der bronzenen und silbernen Ehrennadel auf 50 Ehrungen jährlich, der goldenen Ehrennadel auf 20 begrenzt. Maßgebend für die Verleihung sind ausschließlich Verdienste und Würdigkeit. In Einzelfällen kann der Vorstand die festgelegte Vergabequote überschreiten.

## Trageweise
Die Ehrennadel wird im Original als Knopflochminiatur für den Zivilanzug getragen. Die passende Bandschnalle zur Ehrennadel trägt man auf der linken Seite über der Brusttasche. Es wird nur die höchste verliehene Stufe, jedoch nicht gemeinsam mit der Original-Ehrennadel, getragen.

## Weitere Verbandsauszeichnungen

### Ehrennadel für Feuerwehrmusiker
Die Ehrennadel für Feuerwehrmusiker kann für langjährige, aktive Tätigkeit in einem Musikzug oder herausragende Verdienste um die Feuerwehrmusik des Landesfeuerwehrverbandes Rheinland-Pfalz e.V. verliehen werden.

### Floriansnadel
Die Floriansnadel wurde 2015 vom Innenminister Roger Lewentz gestiftet. Die Auszeichnung wird an Lebenspartner und enge Familienangehörige von Kameraden verliehen. Hiermit wird die besondere und herausragende Verdienste um die Verbandsarbeit, die Feuerwehr oder die Feuerwehrmusik als Unterstützung des ehrenamtlichen Feuerwehrangehörigen gewürdigt. Der besondere Rückhalt in der Familie soll hiermit ausgezeichnet werden.